# Zenryō Shimabukuro
Zenryō Shimabukuro (jap. 島袋 善良 Shimabukuro Zenryō; * 5. November 1909 in Shuri (Okinawa); † 14. Oktober 1969) gilt als der Gründer des Shorin-Ryu Seibukan Karate.

## Leben
Er wurde 1909 als Sohn einer armen Familie geboren. Aufgrund der akuten Geldnot konnte er erst relativ spät mit dem Training der Kampfkünste unter Chotoku Kyan Sensei beginnen. Erst ab dem Alter von etwa 25 Jahren, nachdem er in Chatan Cho eine Bäckerei aufgemacht hatte, war es für ihn möglich, zehn Jahre lang unter Sensei Chotoku Kyan zu trainieren, bevor er selbst anfing in seinem Hause Karate zu unterrichten. Im Jahre 1962 baute er sein Dōjō, welches er „Seibukan“ nannte. Der Name (Sei = Heilige; bu = Kunst; kan = Schule) veranschaulicht die Einstellung Meister Shimabukuros zum Karate.
Im Jahre 1964 wurde ihm der höchste Rang des Okinawa Karate von der All-Japan-Karate-Do-Federation verliehen – der 10. Dan. Im Jahre 1969 starb Meister Zenryo Shimabukuro an den Folgen eines Blinddarmdurchbruchs. Heute ist sein Sohn, Zenpo Shimabukuro (10. Dan), Supreme Sensei und unterrichtet in Okinawa im ISSKA-Hauptquartier
| Personendaten    | Personendaten                                          |
| ---------------- | ------------------------------------------------------ |
| NAME             | Shimabukuro, Zenryō                                    |
| KURZBESCHREIBUNG | japanischer Karateka, Gründer des Seibukan Karate Dojo |
| GEBURTSDATUM     | 5. November 1909                                       |
| GEBURTSORT       | Shuri (Okinawa)                                        |
| STERBEDATUM      | 14. Oktober 1969                                       |